# Pristimantis orpacobates
Espèce
Synonymes
- Eleutherodactylus orpacobates Lynch, Ruíz-Carranza & Ardila-Robayo, 1994

Statut de conservation UICN

 NT  : Quasi menacé
Pristimantis orpacobates est une espèce d'amphibiens de la famille des Craugastoridae.

## Répartition
Cette espèce est endémique de Colombie. Elle se rencontre entre 700 et 2 000 m d'altitude :
- sur le versant Ouest de la cordillère Occidentale dans les départements d'Antioquía, de Chocó, de Risaralda et de Valle del Cauca ;
- sur le versant Est de la cordillère Centrale dans le département de Caldas.

## Description
Les mâles mesurent de 24,3 à 35,6 mm et les femelles de 43,6 à 48,4 mm.

## Publication originale
- Lynch, Ruiz-Carranza & Ardila-Robayo, 1994 : The identities of the Colombian frogs confused with Eleutherodactylus latidiscus (Boulenger) (Amphibia: Anura: Leptodactylidae). Occasional Papers of the Museum of Natural History University of Kansas, no 170, p. 1-42 (texte intégral).